# Chalcorana macrops
Hylarana macrops es una especie de anfibio anuro de la familia Ranidae.
Es endémica del centro y norte de Célebes (Indonesia), en altitudes entre 900 y 1000 m.